# Bulldogs de Butler
Pour les articles homonymes, voir Butler.
Les Bulldogs de Butler (en anglais : Butler Bulldogs) sont un club omnisports universitaire de la Butler University à Indianapolis. Les équipes des Bulldogs participent aux compétitions universitaires organisées par la National Collegiate Athletic Association. Butler fait partie de la division Big East Conference et l'équipe de football américain évolue en Pioneer Football League.

## Palmarès
- Championnat NCAA de basket-ball masculin :
  - Vice-champion : 2010, 2011